# Nephrosperma vanhoutteanum
Nephrosperma vanhoutteanum là một loài thực vật có hoa thuộc họ Arecaceae. Chúng này được (H.Wendl. ex Van Houtte) Balf.f. mô tả khoa học đầu tiên năm 1877.
Loài này chỉ có ở Seychelles. Chúng hiện đang bị đe dọa vì mất môi trường sống.